# KK Šentjur
KK Šentjur je slovenski košarkaški klub iz Šentjura. Osnovan je 1969., a djelovao je u sklopu TVD Partizana. Klub je na početku igrao u Športnom parku, a prvi trener kluba bio je Leopold Škorjanc. Zbog sponzorskih razloga klub danas nosi naziv KK Alpos Šentjur. Trenutačno je član 1. A slovenske košarkaške lige.

## Vanjske poveznice
- Službena stranica